# Eduard Brunner (Klarinettist)

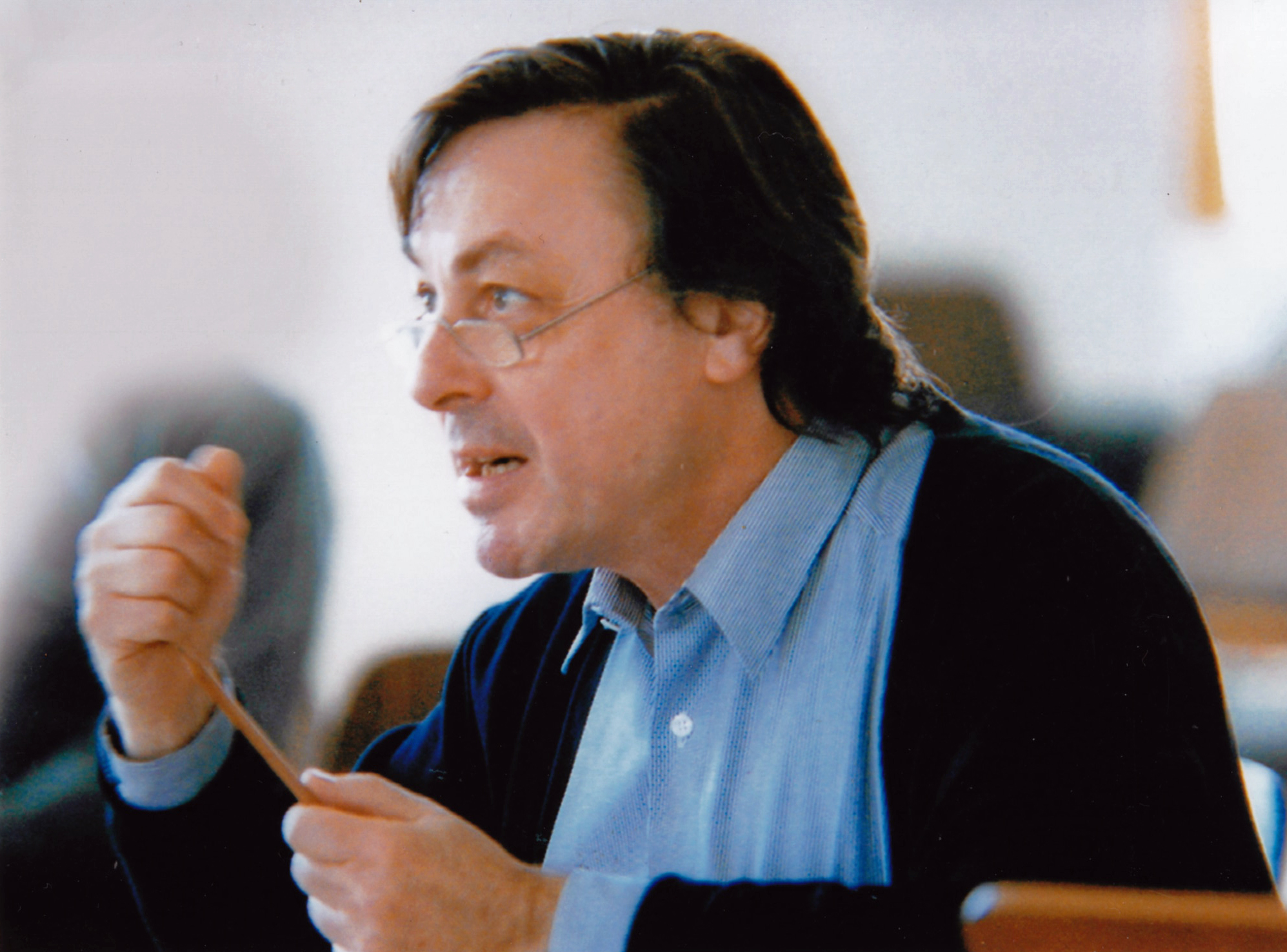
Eduard Brunner

Eduard Brunner (* 14. Juli 1939 in Basel; † 27. April 2017 in München) war ein Schweizer Klarinettist und Hochschullehrer.

## Leben
Eduard Brunner studierte zunächst am Konservatorium in Basel, an dem er mit 18 Jahren das Solisten- und Orchesterdiplom erwarb, anschliessend bei Louis Cahuzac in Paris. Als 20-Jähriger begann er seine Karriere als Solist und Kammermusiker (oft zusammen mit dem Oboisten Heinz Holliger oder dem Flötisten Aurèle Nicolet) vor allem in Deutschland und in der Schweiz. 1962 und 1963 war er Solo-Klarinettist der Bremer Philharmoniker, ab 1963 des Symphonieorchesters des Bayerischen Rundfunks unter Rafael Kubelík. (Brunner spielte auf der Böhm-Klarinette, was in deutschen Sinfonieorchestern sehr selten geduldet wird. Dass er trotzdem in München engagiert wurde, ist wohl auf Rafael Kubelik zurückzuführen.)
Zu Eduards Brunners Kammermusikpartnern zählen unter anderem Alfred Brendel, Oleg Kagan, Gidon Kremer, Andras Schiff, Jurij Bashmet, Kim Kashkashian, Natalia Gutman, Tatevik Mokatsian sowie die Musiker des Borodin- und Hagen-Quartetts.
Als Solist und Kammermusikspieler spielte er rund 250 Werke aus dem gesamten Klarinetten-Repertoire für Platten- und CD-Aufnahmen ein. „Dabei widmete er sich nicht nur dem gängigen Repertoire, sondern blieb immer neugierig für Modernes und Zeitgenössisches.“ Ein Beispiel ist die 2011 veröffentlichte CD Music for Solo Clarinet. Zeitweise war Brunner Professor an der Hochschule für Musik in Saarbrücken und Karlsruhe.
Dank seiner Initiative sind viele Kompositionen für Klarinette entstanden, unter anderem Konzerte von Cristóbal Halffter, Krzysztof Meyer und Isang Yun sowie Kammermusikwerke von Edisson Denissow, Augustyn Bloch und Toshio Hosokawa. Durch seine enge Zusammenarbeit mit Helmut Lachenmann bei den von ihm uraufgeführten Werken Dal niente (1970) für Soloklarinette, Accanto (1975–1976) für Klarinette und Orchester und beim Trio Allegro sostenuto (1986–1988) trug er wesentlich zur Entwicklung neuer Spieltechniken auf seinem Instrument bei.
Eduard Brunner verstarb am 27. April 2017 im Alter von 77 Jahren. Sein letztes öffentliches Konzert gab der weltweit renommierte und bewunderte Klarinettist bei der Saarbrücker Sommermusik 2016 zusammen mit dem Et Arsis Piano Quartett.

## Ehrungen
- 2012: Echo Klassik in der Sparte «Instrumentalist des Jahres (Klarinette)» für sein Album Musik für Solo-Klarinette, erschienen bei Naxos.[3]